# Slingerzakpijp
De (gewone) slingerzakpijp (Botrylloides violaceus) is een zakpijpensoort uit de familie van de Styelidae. De wetenschappelijke naam van de soort is voor het eerst geldig gepubliceerd in 1927 door Oka.

## Beschrijving
De gewone slingerzakpijp (Botrylloides violaceus) is een kolonievormende zakpijp. Deze kolonies hebben een dikte van 2 tot 3 mm en kunnen soms diameters van meer dan 30 cm bereiken. De kolonies kunnen in verschillende kleuren voorkomen, waaronder vuilwit, geel, oranje en paars, evenals combinaties van twee van deze kleuren. De kleur is afhankelijk van de mate waarin er jonge individuen tussen de volwassen exemplaren zitten. In West-Europa lijkt vooral de rode/oranje kleur veel voor te komen. De kolonie is voorzien van vele openingen. Dit zijn de instroomopeningen (orale sifo's) van de individuele zoïden. Daarnaast zijn in kleinere aantallen de grotere, gemeenschappelijke uitstroomopeningen te zien die meestal van ongelijke grootte zijn.

## Verspreiding
Het oorspronkelijke verspreidingsgebied van de slingerzakpijp ligt in het noordwesten van de Stille Oceaan, van Zuid-China tot Japan en Siberië. Kolonies groeien op vaste substraten en bestaan uit individuen (zoïden) die in kronkelende rijen zijn gerangschikt. Buiten zijn oorspronkelijke verspreidingsgebied wordt het als een invasieve soort beschouwd. De slingerzakpijp komt het steeds vaker voor in de kustwateren van Noord-Amerika, Europa (inclusief de Noordzee) en andere wateren over de hele wereld, waarschijnlijk verspreid door de scheepvaart. Deze kolonievormende zakpijpsoort is sinds 1999 in de Nederlandse kustwateren, met name in Zeeland (Oosterschelde), aanwezig.